# 강현종
강현종(1980년 9월 14일~)은 대한민국의 배우 출신 방송인이며, 리그 오브 레전드 프로게임단 감독이다. 강이장이라는 닉네임으로도 잘 알려져 있다.

## 생애
1989년 MBC 문화방송 텔레비전 드라마에서 아역 연기자로 첫 데뷔를 한 배우 출신인 그는 1989년 MBC 어린이 드라마 《댕기동자》로 연기자 데뷔하였고 이어 같은 해 1989년 MBC 대하드라마 《조선왕조 오백년 - 파문》에 어린 효명세자 문조익황제 이대 역으로 단역 출연하였으며 이어 같은 해 1989년 《전원일기》에서 신재준(어린 김영남 군의 초등학교 입학 동기생) 역으로 잠시 단역을 배역 및 출연한 이후 1996년 중반부터 2002년 12월 종영 때까지 《전원일기》의 김수남(장성한 김영남 경관의 사촌 남동생) 역을 배역·출연하였다.
그는 국방홍보원에서 대한민국 육군 사병 복무하였으며 군 복무를 마치고 2005년 MBC게임 MC 선발대회 게임 해설부문 우수상 수상 이후 워크래프트3의 해설로 활동하였다.
이후 워크래프트3 리그가 해체되면서 잠시 휴식기를 가지다 2009년 10월 스무도K를 통해 MBC게임에 복귀하였다.
2012년 1월까지 MBC게임에 출연하였으나 채널 변경으로 인해 현재는 리그 오브 레전드 감독에 전념하고 있다.
2011년 리그 오브 레전드 프로게임단인 MiG(아주부의 전신)를 창단했고 감독으로 선임되었다. MiG는 'Maximum impact Gaming'의 약자이다.
2013년 2월 1일 아주부와의 계약이 종료되었고 2월 5일 CJ 엔투스에 합류하였다.
2015년 11월 17일 CJ 엔투스와의 계약 종료를 공식 발표했다.
2015년 12월 30일 아프리카 프릭스의 감독으로 임명되었다.
2016년 11월 24일 아프리카 프릭스와의 계약이 종료되었고 5일 후인 11월 29일 락스 타이거즈의 감독으로 임명되었다. 그러나 계속 이어진 성적 부진으로 인해 계약기간을 1년 남겨둔 2019년 10월 14일 한화생명의 감독직에서 물러났다.
이후 2019년 12월 4일 일본 LJL 프로게임단인 데토네이션 포커스미의 감독으로 선임되었다. 2020 LJL 스프링 시즌에서 팀의 4연속 우승에 기여했다.

## 감독 수상 내역

### CJ ENTUS Frost
- WCG 2011 한국대표 선발전 준우승(1:2 EDG)
- 인벤 네임드 챔피언십 준우승(1:2 EDG)
- 온게임넷 LOL 인비테이셔널 우승(2:0 CLG)
- Azubu the Champions Spring 2012 준우승(0:3 MiG Blaze)
- Azubu the Champions Summer 2012 우승(3:2 CLG EU)
- LOL 시즌2 월드 챔피언쉽 준우승(1:3 Azubu Taipei Assassins)
- IPL 5 LOL 한국대표 선발전 4강
- IEM7 카토비체 4강
- 올림푸스 리그오브레전드 더 챔피언스 윈터 2012-2013 준우승 (Frost 0:3 나진 Sword)

### CJ ENTUS Blaze
- Azubu the Champions Spring 2012 우승(3:0 MiG Frost)
- MLG 2012 Summer Season Arena 우승(2:0 Team Solomid)
- Azubu the Champions Summer 2012 4위
- LOL 시즌2 월드 챔피언쉽 한국대표선발전 준우승(2:3 나진 Sword)
- IEF 2012 LOL 국가대표 프로팀 선발전 우승(3:1 MVP Blue)
- MLG 2012 Fall Season Championship 우승(4:1 나진 Sword)
- IPL 5 LOL 한국대표 선발전 우승(3:0 나진 Shield)
- IPL 5 패자조 3라운드
- IEM7 카토비체 준우승(0:2 Gambit Gaming)
- OLYMPUS the Champions Winter 2012-2013 4위

### 데토네이션 포커스미
- 2020 LJL 스프링 시즌 우승

## 출연작

### MBC게임
- 《스타 무한 도전》
- 《유저의 취향》
- 《COHO 리그》
- 《SUN 국지》

### MBC 문화방송
- 드라마 《댕기동자》 ... 오동추 역
- 드라마 《조선왕조 오백년 - 파문》 ... 효명세자 이대 역(1989년)
- 드라마 《전원일기》 ... 이수남

```
역(1989년)
```

- 드라마 《고개숙인 남자》 ... 신 상무 아들 역(1991년)
- 드라마 《질투》 ... 신문 배달부 소년 오동추 역(1992년)
- 드라마 《아이싱》 ... 어린 윤혁 역(1996년 8월)
- 드라마 《전원일기》 ... 김수남 역(1996년 11월 이후)
- 드라마 《신데렐라》 ... 어린 유건희 역(1997년 5월)
- 시트콤 《남자 셋 여자 셋》
- 시트콤 《점프》
- 시트콤 《세 친구》

### SBS 서울방송
- 드라마 《아름다운 그녀》
- 드라마 《여자》
- 예능 《아이러브 코미디》
- 드라마 《아버지와 아들》

### KBS 한국방송공사
- 드라마 《대추나무 사랑걸렸네》 ... 김기대 역(1990년 12월 ~ 1992년 10월)
- 드라마 《신세대 보고 어른들은 몰라요》
- 드라마 《테마 드라마》

### EBS 한국교육방송공사
- 드라마 《내일》

### 영화
- 《하얀 비요일》 ... 어린 현필 역

### 연극
- 《햄릿》 ... 햄릿 왕자 역(주인공)

### 라디오 프로그램
- 2016년 EBS FM 《EBS 책 읽는 라디오 낭독 시리즈》